# Bad Deutsch-Altenburg
Bad Deutsch-Altenburg (régebbi magyar nevén Németóvár) osztrák mezőváros Alsó-Ausztria Bruck an der Leitha-i járásában. 2022 januárjában 1946 lakosa volt. 

## Elhelyezkedése

Bad Deutsch-Altenburg a Bruck an der Leitha-i járásban

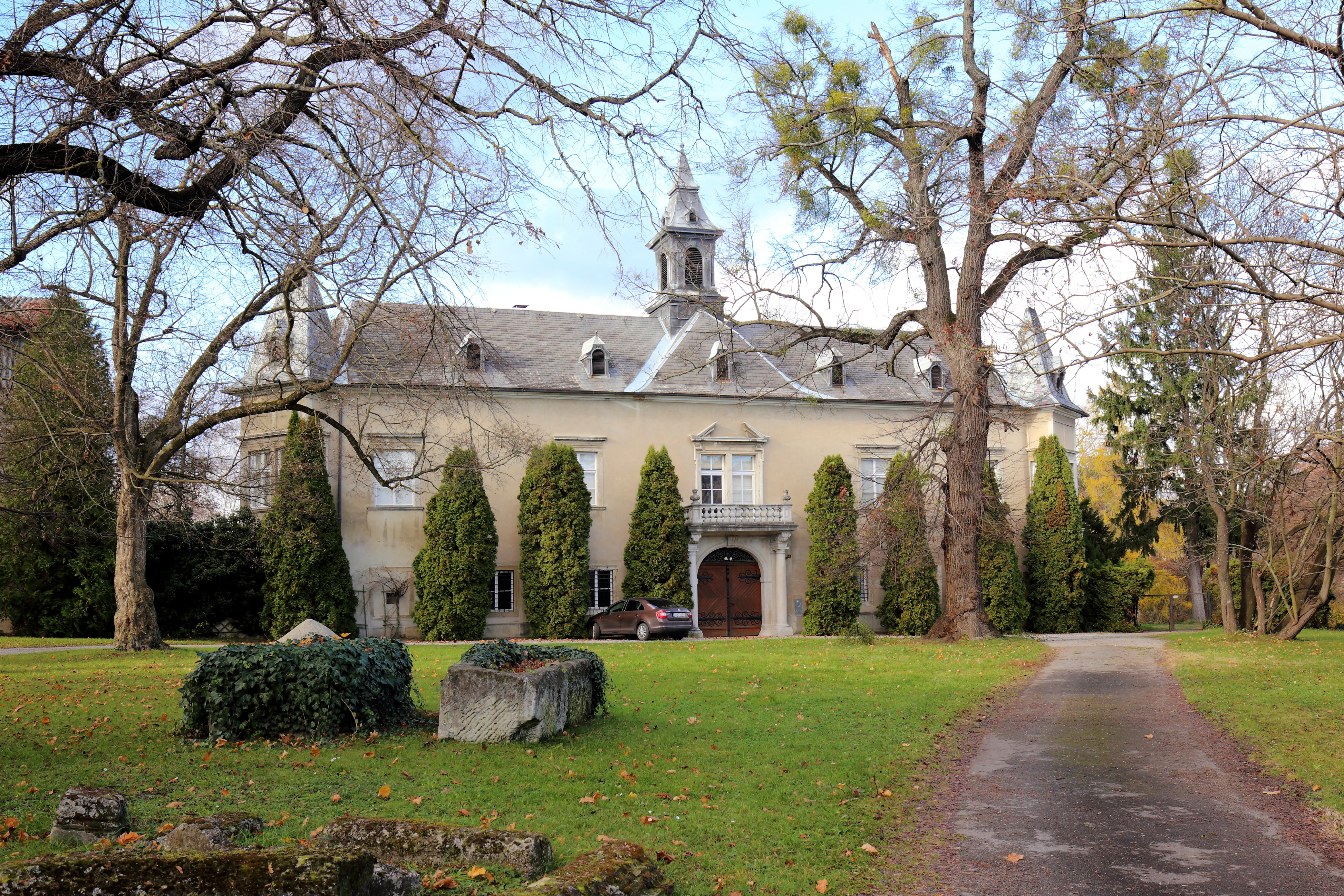
A deutsch-altenburgi kastély

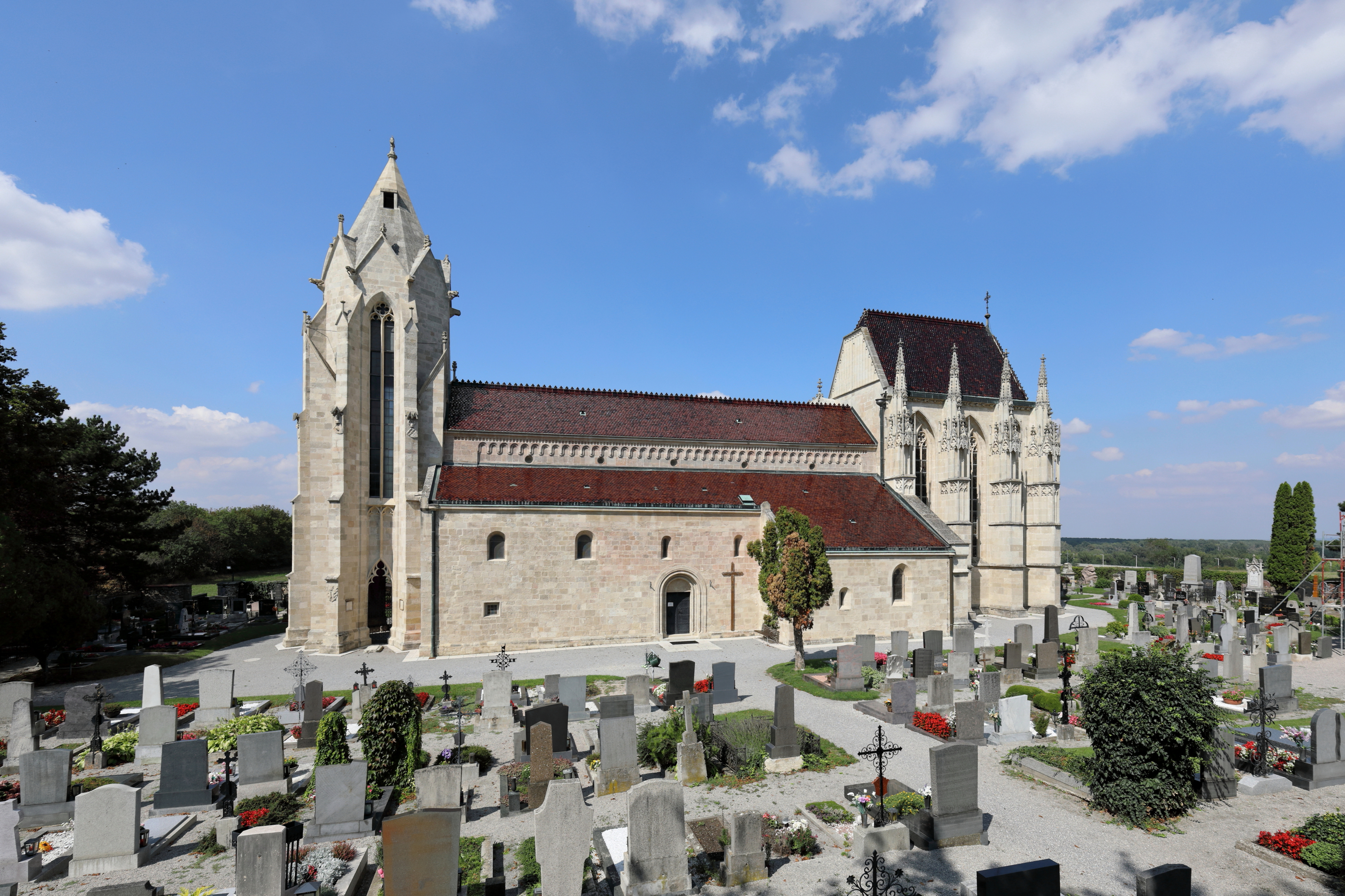
A Mária mennybevétele-plébániatemplom

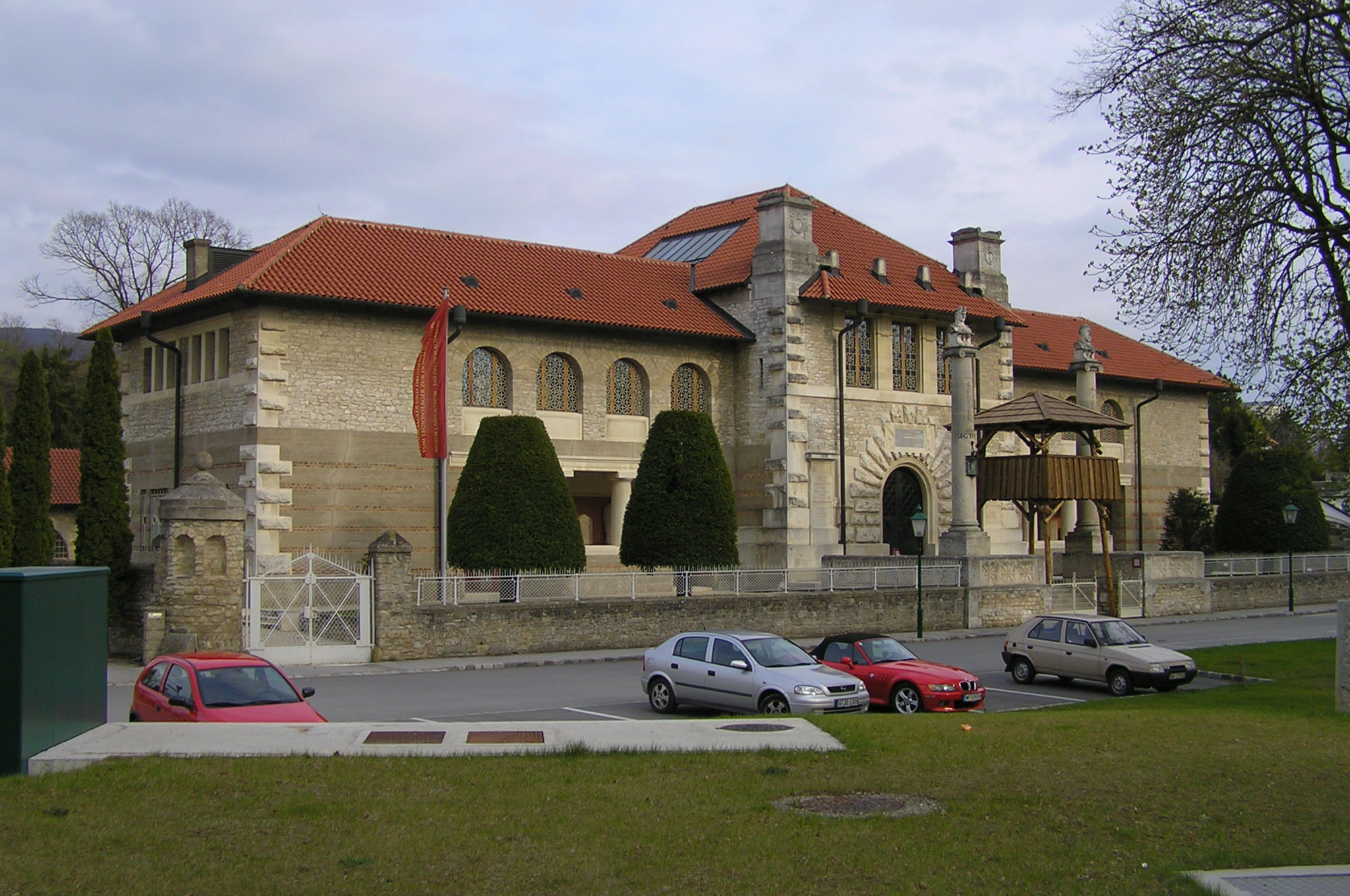
A Carnuntinum múzeum

Bad Deutsch-Altenburg a tartomány Industrieviertel régiójában fekszik, a Bécsi-medencében, a Duna jobb partján. Mellette található a 331 méteres Pfaffenberg, messziről feltűnő kőbányájával. Területének 5,2%-a erdő, 78,1% áll mezőgazdasági művelés alatt. Az önkormányzathoz egyetlen település tartozik. 
A környező önkormányzatok: északkeletre Hainburg an der Donau, keletre Hundsheim, délkeletre Prellenkirchen, délnyugatra Rohrau, északnyugatra Petronell-Carnuntum.

## Története
A Pfaffenberg kőbányának barlangjaiban több mint száz barlangi- és barnamedve csontjait, valamint a Homo erectus 800 ezer éves eszközeit találták meg. 
Az 1-5. században a mai mezőváros területe a római Carnuntum légiós táborához, illetve polgárvárosához tartozott. A Duna menti Carnuntum igen jelentős város volt, egy időre Pannonia Superior provincia székhelyéül is szolgált. Földrengés döntötte romba, majd a barbárok támadásai miatt az 5. században elhagyták. 
Altenburg vára a 11. században épült, a települést 1297-ben említik először. 1579-ben mezővárosi jogokat kapott. Neve Deutsch ("német") előtagját azért kapta, hogy megkülönböztessék Mosonmagyaróvár német elnevezésétől (Ungarisch-Altenburg).  
A második világháború végén, 1944 októberétől magyar zsidó kényszermunkásokkal építtették a Pozsonyligetfalu és Bruck közötti védműveket, az ún. "délkeleti falat". 1945 márciusának végén halálmenetben Bad Deutsch-Altenburgba vitték őket, ahonnan hajóval szállították őket tovább a mauthauseni koncentrációs táborba. A menet során az őrök lelőtték azokat, akik nem bírtak tovább menni.
Az önkormányzat 1972-ben Bad Deutsch Altenburgról Bad Deutsch-Altenburgra változtatta a nevét. 
2013. augusztus 8-án itt mérték az addigi legmagasabb ausztriai hőmérsékletet, 40,5 °C-ot.

## Lakosság
A Bad Deutsch-Altenburg-i önkormányzat területén 2022 januárjában 1946 fő élt. A lakosságszám 1981 óta gyarapodó tendenciát mutat. 2020-ban az ittlakók 76,6%-a volt osztrák állampolgár; a külföldiek közül 2,2% a régi (2004 előtti), 17,8% az új EU-tagállamokból érkezett. 2,7% az egykori Jugoszlávia (Szlovénia és Horvátország nélkül) vagy Törökország, 0,7% egyéb országok polgára volt. 2001-ben a lakosok 73,2%-a római katolikusnak, 4,2% evangélikusnak, 1,2% ortodoxnak, 6,4% mohamedánnak, 12,9% pedig felekezeten kívülinek vallotta magát. Ugyanekkor 11 magyar élt a mezővárosban; a legnagyobb nemzetiségi csoportokat a németek (85,4%) mellett a törökök (5,4%) és a szerbek (1,2%) alkották.
A népesség változása:

| 2016 | 1 629 |
| 2018 | 1 765 |

## Látnivalók

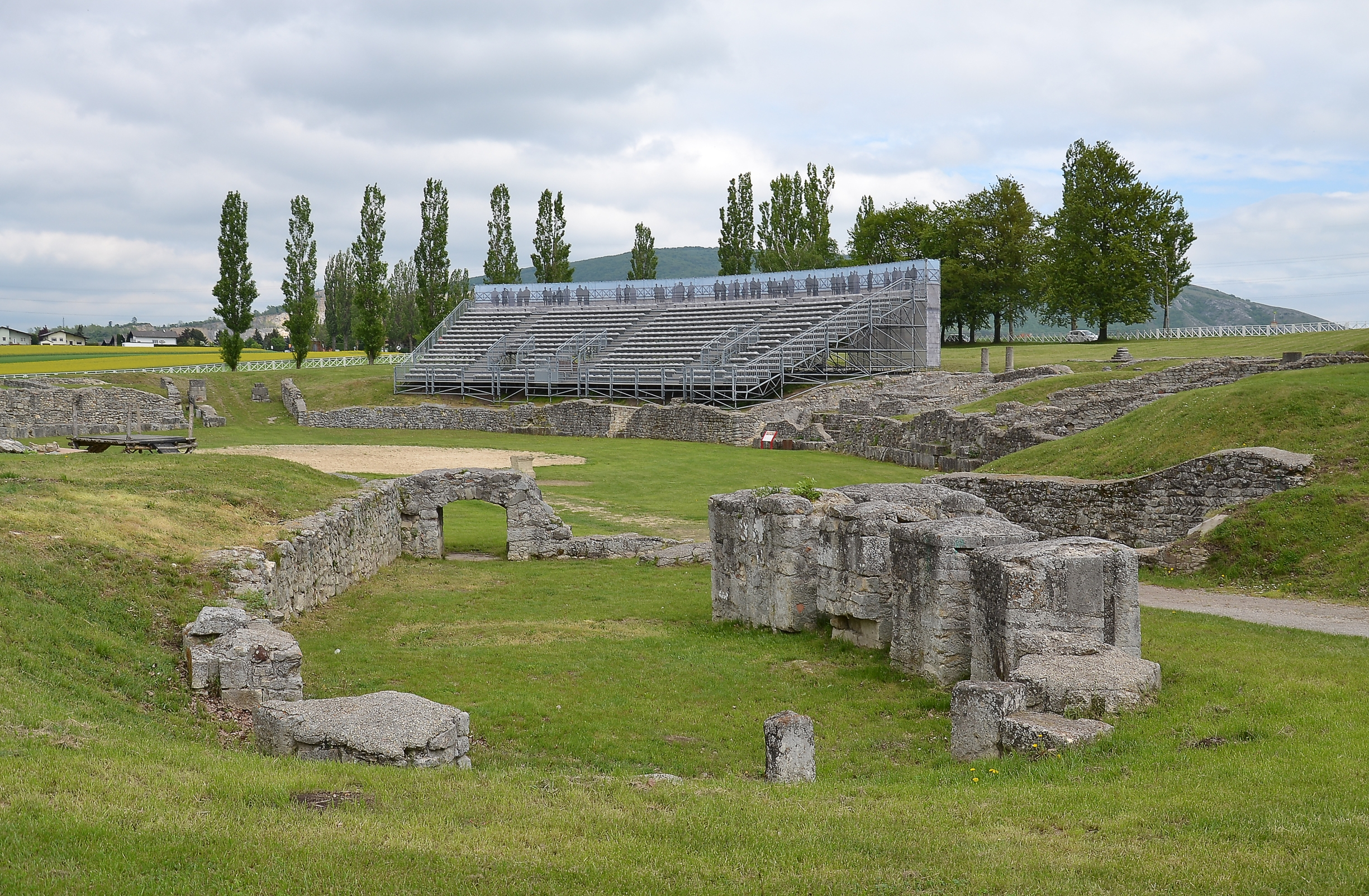
A légiós amfiteátrum romjai

- a 17. századi deutsch-altenburgi kastély
- a Mária mennybevétele-plébániatemplom és annak 12-13. századi, román stílusú csontháza
- a Carnuntinum múzeum
- a carnuntumi légiós tábor és polgárváros (többek között a 8 ezer főt befogadó légiós amfiteátrum) romjai
- a gyógyfürdő, amelynek termálvize magas jód- és kéntartalmáról ismert

## Híres Bad Deutsch-Altenburg-iak
- Anton Durcovici (1888–1951), Iaşi püspöke, a kommunizmus áldozata
- Hannes Swoboda (1946-), politikus, az Európai Parlament szociáldemokrata frakciójának elnöke

## Fordítás
- Ez a szócikk részben vagy egészben  a   Bad Deutsch-Altenburg című német Wikipédia-szócikk ezen változatának fordításán alapul.  Az eredeti cikk szerkesztőit annak laptörténete sorolja fel. Ez a jelzés csupán a megfogalmazás eredetét és a szerzői jogokat jelzi, nem szolgál a cikkben szereplő információk forrásmegjelöléseként.